# Théorie des contrats implicites
La théorie des contrats implicites est une théorie de la science économique selon laquelle l'employeur et le travailleur sont liés par un accord implicite pour que leur rémunération ne baisse pas en période de crise économique, en contrepartie de quoi leur salaire n'augmente pas en période de croissance. Cette théorie permet d'expliquer les imperfections qui existent sur le marché du travail, et explique une rigidité des prix sur ce marché. Ce concept de contrat implicite appartient au courant de la nouvelle économie keynésienne et est créé par Costas Azariadis en 1975.

## Concept
La théorie part du constat que les fluctuations des salaires sont beaucoup plus faibles que les variations de l'emploi et de la production. Alors que l'on pourrait croire que, en période de récession, les salaires s'ajustent à la baisse, ils restent en réalité stables. Selon la théorie des contrats implicites, cela est dû à un accord passé tacitement entre l'employeur et le salarié : en période de forte croissance, les salaires n'augmentent pas autant qu'ils le devraient ; en échange de quoi, en période de crise, les salaires ne baissent pas, ou pas beaucoup,.
Cette théorie se fonde ainsi sur l'aversion au risque des agents économiques travailleurs, qui préfèrent avoir un salaire réduit durant les phases de croissance plutôt que de perdre une part importante de leur salaire en période de crise. Pour les entreprises, le coût est nul : le salaire est le même, car il est lissé sur le temps. L’avantage pour le salarié est qu’il peut lisser sa consommation dans le temps, tandis que l’entreprise peut fidéliser ses salariés.
Cela signifie que lors des périodes de forte croissance, les gains de productivité ou les marges permettent à l'employeur de réaliser des plus-values qui servent en partie, lors du retournement conjoncturel, à payer la stabilité des salaires des employés.
Cette théorie est néokeynésienne car elle s'oppose frontalement à l'hypothèse néo-classique selon laquelle les facteurs de production sont rémunérés à leur valeur marginale. Il n'y a pas d'ajustement de l'activité économique par les prix car les salaires ne baissent pas ou très peu.

## Conséquences
Les rigidités salariales ont pour conséquence d'empêcher l'ajustement des prix. Cela mène les néokeynésiens à conclure que la meilleure réponse à une crise économique est une relance budgétaire. La réponse promue par les néoclassiques de baisse des salaires est d'autant plus remise en cause qu'elle s'oppose à la théorie du salaire d'efficience : une baisse réduirait la productivité, et enfoncerait le pays dans la crise.
Les néokeynésiens soulignent une autre vertu de ces contrats implicites : la stabilité des salaires permet un maintien de la demande. Une baisse des salaires la comprimerait en effet, ce qui réduirait les anticipations des entreprises, et donc, réduirait les embauches.
La théorie des contrats implicites permet de concevoir les conflits sociaux au sein des entreprises. Leur complexité est d'autant plus grande que le contrat implicite entre l'employeur et les salariés porte non pas uniquement sur le salaire, mais aussi sur les avantages extra-pécuniaires liés au poste, comme la présence d'une cantine de travail, ou de grands bureaux.